# Aquincumi polgárvárosi amfiteátrum
Aquincum polgárvárosának amfiteátruma a település két amfiteátruma közül a kisebbik volt. A másik a katonai amfiteátrum. Az amfiteátrum a mai Budapesten a III. kerületi Szentendrei út – Zsófia utca kereszteződésében látható.
Az amfiteátrum a város falain kívül, attól északra helyezkedett el. A 2. század közepe előtt építették, és a 3. században többször felújították. Majdnem kör alakú az alaprajza; tengelye alapján a mérete 86,5 × 75,5 méter. A földamfiteátrumok közé sorolható. Ebben a típusú építményben a lelátókat két gyűrűfal közé döngölt földből alakították ki. Erre tették a lelátó kőpadjait, amelyek közül néhányba belevésték az egykori tulajdonos nevét. A lelátók részben fedettek voltak, és külső rámpán tudott rájuk feljutni a kb. 6-7000 főnyi közönség. Az arénába két kapun lehetett bejutni, amelyeket a kelet–nyugati tengelyen helyeztek el. Magát az arénát 3 méter magas pódiumfal vette körbe. A „díszpáholy” a déli oldalon volt; a kőpadokon megjelölték az előkelők ülőhelyét nevük rövidítésével.
Az amfiteátrumban sportversenyeket, állathajszákat és gladiátorküzdelmeket rendeztek. Mivel ennek az építménynek volt a legnagyobb befogadóképessége a városban, ezért itt tartották a politikai gyűléseket, a városi ünnepségeket és a császár látogatásakor a beszédeket is. Az épület mellett volt a gladiátor-laktanya, ahol a gladiátorokat képezték, és itt volt a gyakorlóterük is. Kőkerítéssel határolt, 110 × 42 méteres udvara volt, és a térség közepén egy torony emelkedett. A kapuját kövezett út kötötte össze az amfiteátrum nyugati kapujával. Ezeket ma föld fedi. A nyugati kapu déli oldalán Nemesisnek, az amfiteátrumi játékok istennőjének állítottak szentélyt. Ennek feltárásakor került elő az istennő feliratos szobrocskájának töredéke és több feliratos oltárkő.
A 19. században az épületromot még Csigadombnak nevezték, és a területe földdel és növényzettel volt borítva. Az építményt a középkori és újkori térképek is feltüntették; feltárását Torma Károly kezdte el 1880-ban. A műemléki helyreállítás Hajnóczi Gyula és Vladár Ágnes tervei alapján készült.